# An Actor's Romance
An Actor's Romance è un cortometraggio muto del 1913 diretto da Theo Frenkel.

## Produzione
Il film fu prodotto dalla Selig Polyscope Company.

## Distribuzione
Distribuito dalla General Film Company, il film - un cortometraggio di una bobina - uscì nelle sale cinematografiche statunitensi il 20 novembre 1913.